# اسحاق اخوریا
اسحاق اخوریا (انگلیسی: Isaac Ikhouria؛ زادهٔ ۹ اکتبر ۱۹۴۷) بوکسور اهل نیجریه بود.
وی در مسابقات کشوری و بین‌المللی در مجموع برندهٔ ۱ مدال طلا، ۱ مدال برنز شده‌است.